# Tasmetu
Tasmetu, Tashmit o Tashmetum era una diosa de las súplicas en la mitología acadia, babilónica y asiria, esposa del dios de la escritura, la sabiduría y la vegetación Nabu.
Como "señora que escucha" y "señora que concede peticiones", Tasmetu escuchaba a los orantes y concedía sus peticiones. También era considerada diosa del amor. En astronomía se la asocia con la constelación de Capricornio.
Junto a Nabu, eran adorados en un templo de la ciudad de Borsippa, donde eran consideradas sus deidades tutelares. 